# Spec-4
Spec-4 – cel latający - holowany szybowiec o cechach latającej sondy.
Jednocześnie z pracami nad holowanym celem Spec-3 w Instytucie Lotnictwa inż. Jerzy Haraźny i inż. Justyn Sandauer zaprojektowali bliźniaczy typ szybowca-celu jak Spec-3 konstrukcji inż. Tadeusza Chylińskiego, różniący się od niego brakiem przedniej powierzchni nośnej, przez co cel nabierał cech latającej sondy. W miejsce przedniej poprzeczki umieszczono rurę wspornik, do którego na końcach zamontowano zaczepy liny holowniczej. Te różnice powodowały, że mechanika lotu obydwu celów holowanych była zupełnie inna. Dla Spec-4 równowagę sił i momentów względem środka ciężkości zapewniała linka holująca. Powodowało to, że Spec-4 leciał zawsze poniżej samolotu holującego. Model celu Spec-4 został oblatany w maju 1956 roku. Do prób w locie zarówno Spec-3 jak i Spec-4, jako holownika użyto po specjalnym przystosowaniu samolotu dwusilnikowego Instytutu Lotnictwa Cessna UC-78A Bobkat. Spec-4 tak jak i Spec-3 startowały ze specjalnego wózka, automatycznie odłączanego po ich starcie. Cel Spec-4 i Spec-3 po wiele próbach wykazały prawidłowe właściwości lotne. W grudniu 1957 roku ich badania w locie zostały przerwane w związku z przejęciem tematu holowanych celów latających przez Instytut Techniczny Wojsk Lotniczych w Warszawie (cele Gacek i Tukan).